# Culicoides belkini
Culicoides belkini är en tvåvingeart som beskrevs av Wirth och Arnaud 1969. Culicoides belkini ingår i släktet Culicoides och familjen svidknott. Inga underarter finns listade i Catalogue of Life.